# Сэнд-Форк
Сэнд-Форк (англ. Sand Fork) — река в США, в центральной части штата Западная Виргиния. Приток реки Литл-Канова, которая в свою очередь является притоком реки Огайо. Составляет 30,1 км в длину; площадь водосборного бассейна — 210 км².
Берёт начало в 6,4 км к северо-западу от Роанук в округе Льюис и течёт в западном и юго-западном направлениях через восточную часть округа Гилмер. Впадает в реку Литл-Канова к северу от города Сэнд-Форк. Примерно 92,8 % от площади бассейне реки занимают леса, преимущественно широколиственные. Около 6 % занимают пастбища и сельскохозяйственные угодья.